# Molusco contagioso

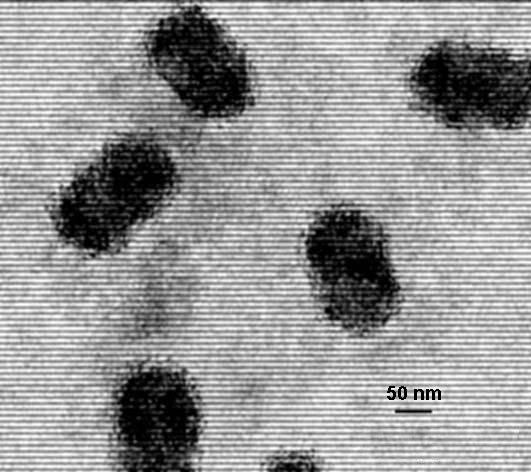
Virus del molusco contagioso.

El molusco contagioso o molluscum contagiosum es una enfermedad cutánea de etiología vírica (poxvirus), concretamente Molluscipoxvirus.
La forma infantil suele transmitirse por fómites mientras que en adultos suele ser por malos hábitos al tener las manos contaminadas con el virus. Se caracteriza por la aparición de pápulas dispersas en la piel con un tamaño menor a los 5 milímetros cupuliformes y umbilicadas en el centro. No son dolorosas, siempre y cuando el afectado no se rasque la zona con perseverancia. Puede aparecer un prurito poco intenso si se sobreinfectan.
Las zonas más frecuentemente afectadas son el cuello y los párpados; otras localizaciones más extensas o diferentes a las anteriores pueden verse en pacientes con sida; en niños es más frecuente su localización en tronco y extremidades inferiores. Frecuentemente se produce autoinoculación y recidivas tras tratamiento con curetaje, crioterapia o electrocoagulación de las lesiones.
En los casos de molusco infantil es necesario tratar con crema anestésica para su inmediata extirpación.

## Síntomas
La lesión del molusco comienza clásicamente como una pápula pequeña e indolora que puede crecer hasta convertirse en un nódulo de color carne y apariencia de perla. La pápula frecuentemente presenta un hoyuelo en el centro. Estas pápulas se pueden presentar en filas, en el lugar en el que la persona se ha rascado. El rascado u otros tipos de irritación hacen que el virus se propague en filas o en grupos, llamados montones.
Las pápulas tienen un ancho aproximado de 2 a 5 milímetros. Por lo general, no hay inflamación ni el consabido enrojecimiento, a menos que la persona se haya estado rascando o hurgando las lesiones.
La lesión cutánea comúnmente tiene un núcleo central o tapón de material blanco, ceroso o caseoso.
En los adultos, las lesiones se observan con frecuencia en los genitales, el abdomen y la cara interna del muslo.

## Tipos de Tratamiento
El molusco contagioso es una enfermedad que suele curarse por sí sola, en un período de aproximadamente 2 años.
Los diferentes tratamientos disponibles más comunes se detallan a continuación:
- Curetaje

Método sencillo, es el más común, ya que es de forma rápida. Se lleva a cabo con cureta simple. Produce dolor, por lo que es recomendable usar algún tipo de anestésico tópico previo a realizarlo.
- Criocirugía

Este método es rápido y eficiente para tratar las lesiones de molusco contagioso. Se realiza con nitrógeno líquido aplicado en cada lesión por algunos segundos. Luego deberán repetirse las sesiones de aplicación por cada 2 o 3 semanas según se considere necesario. Las desventajas de esta técnica son el dolor, hiper o hipo pigmentación y puede dejar cicatriz.
- Podofilina y podofilotoxina

En la podofilina se deberá aplicar tintura al 25% en alcohol, con una frecuencia de una vez a la semana en cada lesión.
Este método puede causar efectos secundarios locales, como por ejemplo erosión de la piel sana circundante , o daños sistémicos como afecciones renales, neuropatías, íleo paralítico, leucopenia y trombocitopenia.
- Cantaridina

Se ha usado con resultados positivos en el molusco contagioso. Es aplicado sobre la cúpula de la lesión durante 4 horas, y luego es retirado (haya o no oclusión). Esta solución produce una ampolla en cada nódulo, la cual puede llegar a ser muy severa.
Debe probarse en una sola lesión antes de ser utilizado en áreas más extensas para revisar la reacción ante este agente. Si el tratamiento es tolerado se debe repetir cada semana hasta su mejoría. Por lo general en 3 semanas se logra resolución total.

- Tratamientos "sin receta" o "de libre dispensación"

Existen varias cremas que indicadas para el tratamiento del molusco contagioso, la mayoría de ellas han sido aprobadas por la FDA. Esas cremas son en su mayoría hechas de componentes naturales y no son peligrosos para el cuerpo humano, algunas de las cremas más populares son Conzerol, Emuaid y Zymaderm, y se pueden comprar en línea. La aplicación del anestésico tópico EMLA debe realizarse bajo la indicación y supervisión del profesional sanitario para asegurar su correcto uso.

## Pronóstico
Las lesiones individuales normalmente desaparecen en alrededor de 2 o 3 meses; pero la desaparición total de todas las lesiones generalmente puede ocurrir en alrededor de 6 a 18 meses. El trastorno puede persistir en personas inmunodeprimidas.